# Bołogoje
Bołogoje (ros. Бологое), to miasto położone w zachodniej Rosji na terenie obwodu twerskiego, centrum administracyjne Rejonu bołogowskiego, 164 km na północny zachód od Tweru.

## Historia
Pierwsza wzmianka o miejscowości pochodzi z 1495 i przyjęta jest za datę założenia. Nazwa przyjęta została od sąsiedniego jeziora o tej samej nazwie, a oznacza błogi. W 1851 zbudowano tu stację kolejową na linii Moskwa-Sankt Petersburg, później doprowadzono tu drugą linię kolejową Rybińsk-Psków-Windawa. Rozpoczął się rozwój miejscowości związany głównie z koleją i w 1926 zostało miastem.

## Urodzeni w Bołogoje
- Maria Frankowska z d. Karbowska (1906-1996) - profesor etnologii